# Březná
Die Březná (deutsch Friese) ist ein linker Nebenfluss der Moravská Sázava in Tschechien.

## Geographie
Die Březná entspringt im Hannsdorfer Bergland in 900 m n.m. am Osthang des Jeřáb (1003 m n.m.) in einem bewaldeten Grund zum Pohořelec (850 m n.m.) und zur Bouda (955 m n.m.) aus zahlreichen Quellbächen. Nördlich des Quellgrundes befindet sich auf dem Pass Kapelle der hl. Dreifaltigkeit. Unweit davon liegt die mineralhaltige Rudolfquelle, die auch zu den Quellen der Březná gehört.
Ihr Oberlauf führt durch Moravský Karlov nach Südwesten in die Grulicher Furche (Králická brázda). In Bílá Voda ändert sie ihre Richtung nach Süden und bildet die natürliche Grenze zwischen Adlergebirge und Hannsdorfer Bergland. Von Moravský Karlov an folgt die Eisenbahnstrecke Králíky – Štíty ihrem Lauf. Über Mlýnice, Mlýnický Dvůr, Březenský Dvůr, Na Hutích und Březná erreicht sie Štíty und durchbricht unterhalb der Stadt das Hohenstädter Bergland (Zábřežská vrchovina) in einem engen tief eingeschnittenen Tal, in dem sich lediglich die kleine Ansiedlung Drozdovská Pila befindet.
An Crhov, Jedlí, Království, Malá Stráň, Velká Stráň, Janoušov und Drozdov vorbei, mündet die Březná nach 31,3 km bei in 310 m n.m. oberhalb des Dorfes Hoštejn in die Moravská Sázava. Ihr Einzugsgebiet beträgt 182 km². Der durchschnittliche Wasserdurchfluss liegt an der Mündung bei 4,21 m³/s.
Der mäandrierende mittlere und untere Flussabschnitt ist Teil des Naturparkes PP Březná. Er wurde 1997 angelegt und hat eine Ausdehnung von 11.600 ha.

## Zuflüsse
- Bílá Voda (r), in Bílá Voda
- Písařovský potok (l), in Březná
- Crhovský potok (r), bei Crhov
- Šumvalák (r), in Drozdovská Pila